# Подільчук Мінодора Миколаївна
Мінодора (Минидора) Миколаївна Подільчук (1916, село Нові Мамаївці, Австро-Угорщина, тепер село Мамаївці Кіцманського району Чернівецької області — ?) — українська радянська діячка, голова виконкому Ново-Мамаївської (Новосілківської) сільської ради Кіцманського району Чернівецької області. Депутат Верховної Ради УРСР 2-го скликання.

## Біографія
Народилася у родині робітника-залізничника. З дитячих літ наймитувала, працювала у сільському господарстві. У липні 1940 — липні 1941 роках — голова Ново-Мамаївської сільської ради Кіцманського району Чернівецької області.
У 1941 році, після захоплення Буковини румунськими військами, перебувала в ув'язненні. Потім переховувалася від румунської влади у місті Чернівцях.
З 1944 року — голова виконавчого комітету Ново-Мамаївської (з 1947 року — Новосілківської) сільської ради Кіцманського району Чернівецької області.
Член ВКП(б) з 1947 року.
На 1953 рік — слухач республіканської трирічної партійної школи у місті Києві.

## Нагороди
- медалі